# Alcidion humerale
Alcidion humerale es una especie de escarabajo longicornio del género Alcidion, tribu Acanthocinini, subfamilia Lamiinae. Fue descrita científicamente por Perty en 1832.
El período de vuelo de la especie se presenta durante los meses de febrero, mayo, julio, octubre, noviembre y diciembre.

## Descripción
Mide 7-11 milímetros de longitud.

## Distribución
Se distribuye por Argentina, Belice, Bolivia, Brasil, Costa Rica, Guatemala, Guayana Francesa, Honduras, México, Nicaragua, Panamá, Paraguay, Perú y Venezuela.